# Beppo Levi
Beppo Levi (Torino, 14 maggio 1875 – Rosario, 28 agosto 1961) è stato un matematico italiano.

## Biografia
Quarto di dieci fratelli, era figlio di Giulio Giacomo e Sara Diamantina (Mentina) Pugliese. Suo fratello minore (il nono in ordine anagrafico) Eugenio Elia, fu anch'egli, in seguito, un grande matematico prematuramente scomparso.
Laureatosi a Torino nel 1896, fu allievo di Corrado Segre e lavorò con Vito Volterra e Giuseppe Peano. In Italia, insegnò nelle Università di Cagliari, Parma e Bologna fino al 1939, quando, a causa delle leggi razziali fasciste, fu costretto ad emigrare in Argentina, dove fu chiamato per aprire e dirigere l'Istituto di Matematica della Facoltà di Scienze Matematiche, Fisico-Chimiche e Naturali applicate all'Industria dell'Universidad Nacional del Litoral nella città di Rosario (attualmente Facoltà di Scienze Esatte, Ingegneria e Agrimensura dell'Universidad Nacional de Rosario), e dove insegnò fino alla morte.
Diede apporti fondamentali in vari campi, quali la logica, la teoria degli insiemi, la geometria algebrica e l'analisi matematica. In quest'ultimo campo, conseguì notevoli risultati in teoria dell'integrazione secondo Lebesgue. Inoltre, si interessò pure di storia della scienza e di fisica: in quest'ultimo ambito, è da ricordare, in particolare, la sua breve monografia Nuove teorie della meccanica quantistica e le loro relazioni con l'analisi matematica (1926).
Le sue ricerche più importanti riguardano la geometria algebrica (con una certa attenzione alle forme cubiche ternarie), i fondamenti della geometria e dell'analisi matematica, nonché la logica matematica. In particolare, nell'ambito della geometria algebrica, provò che ogni superficie algebrica è birazionalmente trasformabile in un'altra priva di singolarità.

## Opere
- Opere 1897-1926, Raccolta in 2 volumi a cura dell'Unione matematica italiana - ed. Cremonese, Roma (1999)
- Introduzione alla analisi matematica  ( A. Hermann & fils, 1916)

## Riconoscimenti
Nel 1956 l'Accademia dei Lincei gli ha conferito il Premio Feltrinelli per la Matematica.